# Hersilia sericea
Hersilia sericea är en spindelart som beskrevs av Pocock 1898. Hersilia sericea ingår i släktet Hersilia och familjen Hersiliidae. Inga underarter finns listade i Catalogue of Life.